# Borčany
Borčany (Hongaars: Borcsány) is een Slowaakse gemeente in de regio Trenčín, en maakt deel uit van het district Bánovce nad Bebravou.
Borčany telt 236 inwoners.